# Carrollton (Illinois)
Carrollton es una ciudad ubicada en el condado de Greene en el estado estadounidense de Illinois. En el Censo de 2010 tenía una población de 2.484 habitantes y una densidad poblacional de 503,72 personas por km².

## Geografía
Carrollton se encuentra ubicada en las coordenadas 39°17′40″N 90°24′25″O / 39.29444, -90.40694. Según la Oficina del Censo de los Estados Unidos, Carrollton tiene una superficie total de 4.93 km², de la cual 4.93 km² corresponden a tierra firme y (0.11%) 0.01 km² es agua.

## Demografía
Según el censo de 2010, había 2484 personas residiendo en Carrollton. La densidad de población era de 503,72 hab./km². De los 2484 habitantes, Carrollton estaba compuesto por el 98.79% blancos, el 0% eran afroamericanos, el 0.2% eran amerindios, el 0.08% eran asiáticos, el 0.04% eran isleños del Pacífico, el 0.52% eran de otras razas y el 0.36% pertenecían a dos o más razas. Del total de la población el 1.29% eran hispanos o latinos de cualquier raza.